# En familia (álbum)
En familia fue el décimo álbum del grupo Vainica Doble. Este álbum fue el último del grupo antes del fallecimiento de Carmen Santonja el 23 de julio de 2000.[cita requerida] La portada fue diseñada por Javier Aramburu.

## Lista de canciones
1. Chiribitas de limón
2. El ruido
3. El pintor
4. Don Marcial
5. El museo
6. Dices que soy
7. El rey de la selva
8. La vegetariana
9. Nana en re
10. La flor de la canalla
11. Quiero tu nombre olvidar
12. El chalé
13. Página en blanco
14. Chinita de Shangai
15. Caballero medieval
16. El paisaje

- Datos: Q5832042